# Ананд Рао Гайквад
Ананд Рао Гайквад (помер 2 жовтня 1819) — магараджа Вадодари, старший син Говінда Рао Гайквада.